# Geoffrey Faithfull
Geoffrey Faithfull (* 26. Januar 1893 in Walton-on-Thames, Grafschaft Surrey; † 1. Dezember 1979 in Bledlow, Grafschaft Buckinghamshire) war ein britischer Kameramann mit intensiver Tätigkeit bei B-Produktionen und zugleich ein Veteran des heimischen Films; mit über sechs Jahrzehnten Filmaktivitäten hinter der Kamera der wohl am längsten tätige Bildgestalter der Filmgeschichte.

## Leben
Faithfull hatte bereits als Kind erste Kontakte zum Film geknüpft. So trat er bereits im Jahre 1903 unter der Leitung des Produzenten Cecil Hepworth in einer frühen Verfilmung von Alice in Wonderland vor die Kamera. Hepworth holte den 14-Jährigen daraufhin 1907 in seine Filmfabrikation und bildete ihn dort zum Kameramann aus.
In den kommenden 63 Jahren fotografierte Faithfull Hunderte von (in ihrer Herstellung meist billigen) britischen Unterhaltungsfilmen, nahezu durchgehend von schlichter Machart. Einzig seine Alec-Guinness-Komödie Einmal Millionär sein, bei der er als Second-Unit-Kameramann dem Chefkameramann Douglas Slocombe zuarbeitete, war eine hochklassige Produktion. Zu seinen bekannteren Spätfilmen zählen rund um das Jahr 1960 die Ausbrecherkomödie Die grüne Minna, der Science-Fiction-Klassiker Das Dorf der Verdammten und der erste Miss-Marple-Krimi 16 Uhr 50 ab Paddington, alle drei (wie nahezu sämtliche Faithfull-Filme) in Schwarz-Weiß gedreht. Gegen Ende des Zweiten Weltkriegs hatte sich Faithfull auch einige Male als Regisseur versucht.

## Filmografie (Auswahl)
- 1910: The Funeral of King Edward VII (Dokumentarfilm)
- 1913: Hamlet
- 1915: Sweet Lavender
- 1916: The Cobweb
- 1921: Tansy
- 1923: Comin’ thro’ the Rye
- 1927: Wait and See
- 1928: The Silent House
- 1929: Red Pearls
- 1930: The Last Hour
- 1931: Rynox
- 1931: 77 Park Lane
- 1932: His Lordship
- 1932: Born Lucky
- 1932: The Return of Raffles
- 1933: Prince of Arcadia
- 1934: Easy Money
- 1934: The Phantom Light
- 1935: Vanity
- 1935: The Mystery of the Mary Celeste
- 1936: Burn That Way
- 1936: Tropical Trouble
- 1936: Such is Life
- 1937: Easy Riches
- 1937: Lily of Laguna
- 1938: Night Journey
- 1939: Sword of Honour
- 1939: Blind Folly
- 1939: Jailbirds
- 1940: Garrison Follies
- 1940: Somewhere in England
- 1941: Sheepdog of the Hills
- 1942: Variety Jubilee
- 1943: Rhythm Serenade
- 1943: Headline
- 1943: Death by Design (Kurzfilm, Regie)
- 1944: For You Alone (Regie)
- 1944: Meet Sexton Blake
- 1944: Der Mann aus Marokko (The Man From Morocco)
- 1945: I’ll Turn to You (Regie)
- 1945: Home Sweet Home
- 1946: Der grüne Finger (Send for Paul Temple)
- 1947: The Hills of Donegal
- 1948: Wer ist Rex? (Calling Paul Temple)
- 1948: Die Maske fällt (The Story of Shirley Yorke)
- 1950: Einmal Millionär sein (The Lavender Hill Mob) (Second-Unit-Kamera)
- 1951: Honeymoon Deferred
- 1952: Paul Temple und der Fall Marquis (Paul Temple Returns)
- 1952: Hindle Wakes
- 1953: Marilyn
- 1954: Die Jagd begann im Hafen (River Beat)
- 1954: Radio Cab Murder
- 1954: The Black Rider
- 1955: Stock Car
- 1955: Stolen Time
- 1956: Morgen wirst du mich töten (Kill Me Tomorrow)
- 1957: Die goldene Schallplatte (The Golden Disc)
- 1957: Dann schweigen die Pistolen (Man From Tangier)
- 1958: Rakete 510 (First Man Into Space)
- 1958: Handlanger des Teufels (Mark of the Phoenix)
- 1959: Bobbikins
- 1959: Die grüne Minna (Two-Way-Stretch)
- 1960: Das Dorf der Verdammten (Village of the Damned)
- 1960: Etappenhengste (Invasion Quartet)
- 1960: Der grüne Sturzhelm (The Green Helmet)
- 1960: In den Fängen des FBI (Offbeat)
- 1961: 16 Uhr 50 ab Paddington (Murder She Said)
- 1962: Ein Königreich für einen Affen (Operation Snatch)
- 1962: Früh übt sich… (On The Beat)
- 1963: Gefahr in der Nacht (Clash by Night)
- 1963: Panic
- 1964: The Sicilians
- 1965: Spaceflight IC-1
- 1965: The Murder Game
- 1965: Cuckoo Patrol
- 1966: The Terrornauts
- 1966: Wer tötet die Katze? (Who Killed the Cat?)
- 1968: Cry Wolf
- 1971: Danger Point